# Steve Pecher
Steve Pecher (Saint Louis, 13 febbraio 1956) è un ex calciatore statunitense.

## Carriera

### Club
Formatosi nella selezione calcistica della St. Louis Community College–Florissant Valley, nella stagione 1976 viene ingaggiato dai Dallas Tornado.
Nella sua stagione d'esordio raggiunse con Tornado i quarti di finale della competizione, guadagnando il titolo individuale di miglior esordiente.
Militò con i Tornado sino alla stagione 1980, non superando mai i quarti di finale.
Dal 1979 inizia a giocare durante la pausa invernale della NASL nel campionato indoor MISL, dapprima con i St. Louis Steamers, poi con i Template:Calcio Kansas City Comets (1981-1991) ed infine con i Los Angeles Lazers.

### Nazionale
Pecher indossò la maglia degli USA, tra il 1976 ed il 1980, in diciassette occasioni.

#### Cronologia presenze e reti in nazionale
| Cronologia completa delle presenze e delle reti in nazionale ― Stati Uniti | Cronologia completa delle presenze e delle reti in nazionale ― Stati Uniti | Cronologia completa delle presenze e delle reti in nazionale ― Stati Uniti | Cronologia completa delle presenze e delle reti in nazionale ― Stati Uniti | Cronologia completa delle presenze e delle reti in nazionale ― Stati Uniti | Cronologia completa delle presenze e delle reti in nazionale ― Stati Uniti | Cronologia completa delle presenze e delle reti in nazionale ― Stati Uniti | Cronologia completa delle presenze e delle reti in nazionale ― Stati Uniti |
| Data                                                                       | Città                                                                      | In casa                                                                    | Risultato                                                                  | Ospiti                                                                     | Competizione                                                               | Reti                                                                       | Note                                                                       |
| -------------------------------------------------------------------------- | -------------------------------------------------------------------------- | -------------------------------------------------------------------------- | -------------------------------------------------------------------------- | -------------------------------------------------------------------------- | -------------------------------------------------------------------------- | -------------------------------------------------------------------------- | -------------------------------------------------------------------------- |
| 24-9-1976                                                                  | Vancouver                                                                  | Canada                                                                     | 1 – 1                                                                      | Stati Uniti                                                                | Qual. CONCACAF 1977                                                        | -                                                                          |                                                                            |
| 15-10-1976                                                                 | Puebla de Zaragoza                                                         | Messico                                                                    | 3 – 0                                                                      | Stati Uniti                                                                | Qual. CONCACAF 1977                                                        | -                                                                          |                                                                            |
| 20-10-1976                                                                 | Seattle                                                                    | Stati Uniti                                                                | 3 – 0                                                                      | Messico                                                                    | Qual. CONCACAF 1977                                                        | -                                                                          |                                                                            |
| 22-12-1976                                                                 | Port-au-Prince                                                             | Stati Uniti                                                                | 0 – 3                                                                      | Canada                                                                     | Qual. CONCACAF 1977                                                        | -                                                                          |                                                                            |
| 15-9-1977                                                                  | San Salvador                                                               | El Salvador                                                                | 1 – 2                                                                      | Stati Uniti                                                                | Amichevole                                                                 | -                                                                          |                                                                            |
| 27-9-1977                                                                  | Monterrey                                                                  | Messico                                                                    | 3 – 0                                                                      | Stati Uniti                                                                | Amichevole                                                                 | -                                                                          |                                                                            |
| 3-9-1978                                                                   | Reykjavík                                                                  | Islanda                                                                    | 0 – 0                                                                      | Stati Uniti                                                                | Amichevole                                                                 | -                                                                          |                                                                            |
| 6-9-1978                                                                   | Lucerna                                                                    | Svizzera                                                                   | 2 – 0                                                                      | Stati Uniti                                                                | Amichevole                                                                 | -                                                                          |                                                                            |
| 7-10-1979                                                                  | Hamilton                                                                   | Bermuda                                                                    | 1 – 3                                                                      | Stati Uniti                                                                | Amichevole                                                                 | -                                                                          |                                                                            |
| 10-10-1979                                                                 | Parigi                                                                     | Francia                                                                    | 3 – 0                                                                      | Stati Uniti                                                                | Amichevole                                                                 | -                                                                          |                                                                            |
| 26-10-1979                                                                 | Budapest                                                                   | Ungheria                                                                   | 0 – 2                                                                      | Stati Uniti                                                                | Amichevole                                                                 | -                                                                          |                                                                            |
| 29-10-1979                                                                 | Dublino                                                                    | Irlanda                                                                    | 3 – 2                                                                      | Stati Uniti                                                                | Amichevole                                                                 | -                                                                          |                                                                            |
| 4-10-1980                                                                  | Dudelange                                                                  | Lussemburgo                                                                | 0 – 2                                                                      | Stati Uniti                                                                | Amichevole                                                                 | -                                                                          |                                                                            |
| 7-10-1980                                                                  | Lisbona                                                                    | Portogallo                                                                 | 1 – 1                                                                      | Stati Uniti                                                                | Amichevole                                                                 | -                                                                          |                                                                            |
| 25-10-1980                                                                 | Fort Lauderdale                                                            | Stati Uniti                                                                | 0 – 0                                                                      | Canada                                                                     | Qual. CONCACAF 1981                                                        | -                                                                          |                                                                            |
| 1-11-1980                                                                  | Vancouver                                                                  | Canada                                                                     | 2 – 1                                                                      | Stati Uniti                                                                | Qual. CONCACAF 1981                                                        | -                                                                          |                                                                            |
| 9-11-1980                                                                  | Città del Messico                                                          | Messico                                                                    | 5 – 1                                                                      | Stati Uniti                                                                | Qual. CONCACAF 1981                                                        | -                                                                          |                                                                            |
| Totale                                                                     |                                                                            | Presenze                                                                   | 17                                                                         |                                                                            | Reti                                                                       | 0                                                                          |                                                                            |

## Palmarès

### Individuale
- NASL Rookie of the Year: 1

1976